# DELO (média)
Delo (en russe : Дело) est un média en ligne à vocation commerciale en Ukraine, appartenant à la holding de médias ekonomika+.
Delo a été le premier quotidien en Ukraine publiant son tirage réel (13 000 à 15 000), et essayant d'introduire les normes éditoriales et commerciales occidentales dans un environnement plutôt post-soviétique.

## Histoire
Delo appartenait à ekonomika+, une coentreprise du Handelsblatt Publishing Group en Allemagne, d'un éditeur tchèque et de deux jeunes éditeurs ukrainiens. Le journal est publié pour la première fois en octobre 2005 en tant que premier quotidien économique indépendant d'Ukraine. Ses concurrents sont le journal russe Kommersant et Ekonomicheskie Izvestia, qui appartient à l'ISD-Union industrielle du Donbass. Depuis 2012, le journal papier n'est plus publié et le média existe désormais sous la forme du site Web Delo.ua
Depuis début 2019, le propriétaire de la holding de médias Ekonomika+ qui détient Delo est Kostiantyn Parshyn,.

## Collaborateurs
- Margarita Yakovleva.